# Ажеж, Клод
Клод Ажеж (фр. Claude Hagège; род. 1 января 1936, Карфаген, Тунис) — современный французский лингвист-востоковед, специалист по арабскому языку, африканским языкам и общей лингвистике. В русском переводе выпущена его книга «Человек говорящий. Вклад лингвистики в гуманитарные науки».

## Биография
Родом из крещёных евреев. Получил среднее образование в Лицее Карно в Тунисе, который окончил в 1953 году. Продолжил образование в Париже в Лицее Людовика Великого (1953—1955), затем в Эколь-Нормаль (1955—1959), Парижском университете (лиценциат по классической словесности (1956), лиценциат по арабскому языку (1956), диплом высшего уровня по арабскому языку (1957), лиценциат по общей лингвистике (1965), лиценциат по китайскому языку (1969)), Практической высшей школе и Национальной школе восточных языков (диплом по ивриту (1964), диплом по китайскому языку (1967), диплом по русскому языку (1970)). Полиглот, владеет такими языками, как китайский, арабский, малагасийский, турецкий, персидский, хинди, японский и ряд других.

## Награды
- Кавалер Ордена Почётного Легиона, 1989
- Золотая медаль Национального центра научных исследований, 1995
- Кавалер Ордена искусств и литературы, 1995
- Офицер Ордена академических пальм, 1995

## Сочинения
- La Langue mbum de nganha cameroun — phonologie — grammaire, Klincksieck, 1970
- Le Problème linguistique des prépositions et la solution chinoise, 1975
- La Phonologie panchronique, PUF, 1978
- La Structure des langues, 1982
- L’Homme de paroles, 1985, русский перевод: «Человек говорящий. Вклад лингвистики в гуманитарные науки», Едиториал УРСС, 2008.
- Le Français et les siècles, Éditions Odile Jacob, 1987
- Le Souffle de la langue : voies et destins des parlers d’Europe, 1992
- The Language Builder: an Essay on the Human Signature in Linguistic Morphogenesis, 1992
- L’Enfant aux deux langues, Éditions Odile Jacob, 1996
- Le Français, histoire d’un combat, 1996
- L’Homme de paroles : contribution linguistique aux sciences humaines, Fayard, 1996
- Halte à la mort des langues, Éditions Odile Jacob, 2001
- Combat pour le français : Au nom de la diversité des langues et des cultures, Éditions Odile Jacob, 2006
- Dictionnaire amoureux des langues, Éditions Plon-Odile Jacob, 2009
- Adpositions, Oxford University Press, 2010